# Świat według Bundych

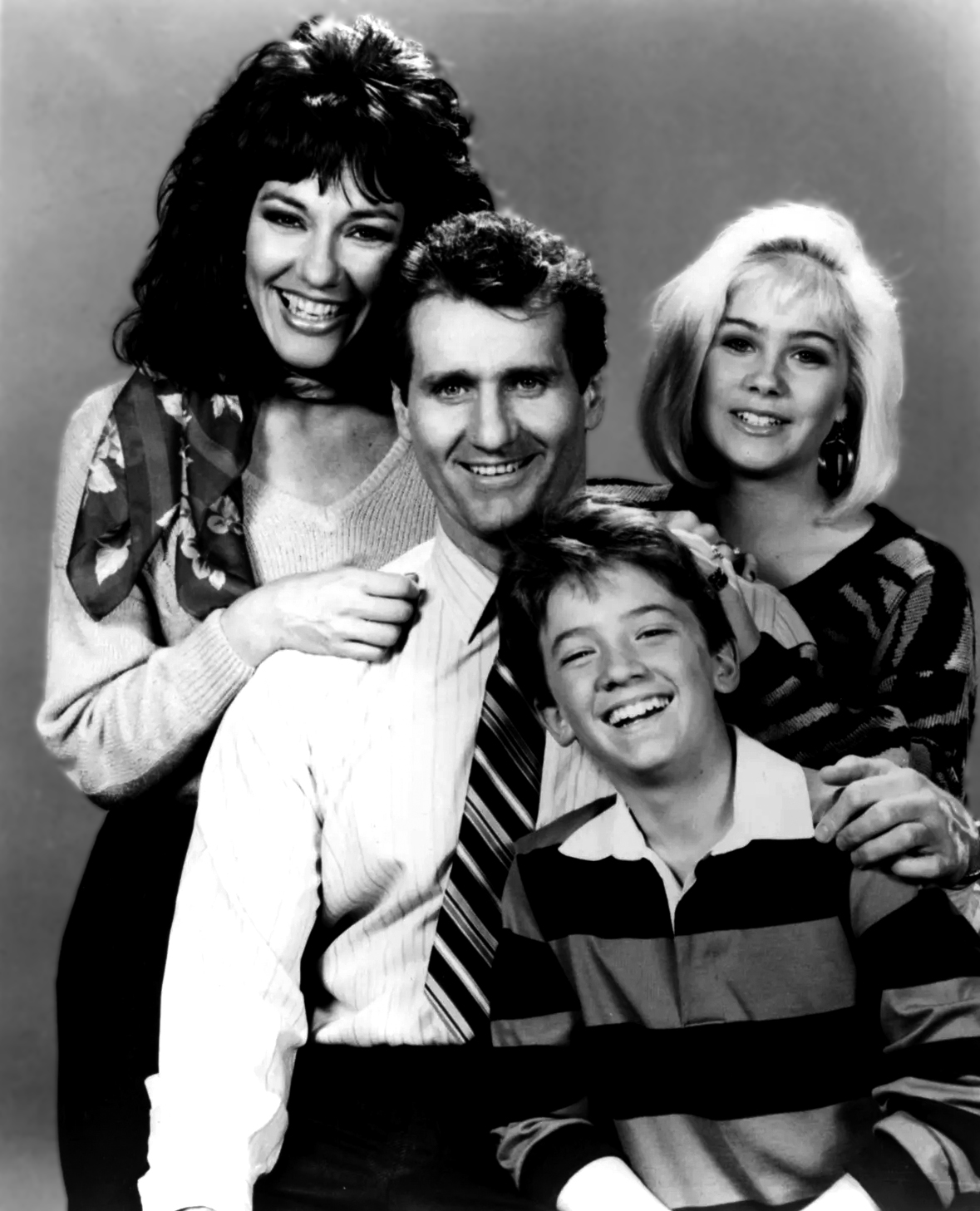
Rodzina Bundych

Świat według Bundych (ang. Married... with Children, dosł. Żonaty... z dziećmi) – amerykański serial komediowy, opowiadający o losach chicagowskiej rodziny nieudaczników o nazwisku Bundy. Serial powstawał dla amerykańskiej telewizji FOX w latach 1987–1997. Premiera serialu odbyła się 5 kwietnia 1987.
W Polsce serial jako pierwsza emitowała telewizja Polsat od 1996 roku. Później serial nadawały Polsat 2, TV6, ATM Rozrywka, Super Polsat, Polsat Play, Polsat Seriale, Eska TV, Polsat Film 2 i Zoom TV. Od maja 2024 roku jest dostępny streamingu Polsat Box Go. Od października 2024 serial emitowany jest w Eska TV.

## Historia
Świat według Bundych liczy łącznie 263 odcinki i kilka odcinków specjalnych. Przez wiele lat w rodzimej Ameryce wzbudzał kontrowersje, znalazł w niej jednak rzesze fanów, podobnie zresztą jak i na całym świecie. Jest drugim, po Słonecznym patrolu, najdłużej emitowanym serialem, któremu nie udało się zdobyć nagrody Emmy.

## Fabuła
Serial w krzywym zwierciadle przedstawia życie typowej amerykańskiej rodziny. Jej głową i jedynym żywicielem jest wiecznie sfrustrowany sprzedawca butów, Al Bundy. Kocha swojego starego dodge’a, wolny czas spędza siedząc na kanapie, oglądając telewizję i pijąc piwo lub na posiedzeniach w toalecie. Jego małżonką jest Peggy, która całymi dniami przesiaduje przed telewizorem, oglądając The Oprah Winfrey Show i The Phil Donahue Show, zajadając się popcornem i czekoladkami, paląc przy tym papierosa za papierosem. O jej podejściu do typowo domowych zajęć świadczą zadawane przez nią pytania, np. o odkurzacz – Jak się nazywa to coś, co ciągniesz po dywanie, a ono buczy? Tytułowymi dziećmi są nastoletni Bud oraz Kelly, którzy nie przepadają za sobą i nie przepuszczą żadnej okazji, aby sobie dokuczyć czy donieść na siebie. Kelly i Bud dojrzewają w trakcie trwania serialu, przez co trochę się zmieniają: Bud z wrednego kilkunastolatka przeistacza się w nastoletniego macho, którego nie chce żadna dziewczyna, a Kelly z każdą serią staje się coraz mniej inteligentna. Wiecznie niedocenianym członkiem rodziny jest pies Buck, który jednak żyje swoim życiem i sam troszczy się o siebie. W trakcie wszystkich dziesięciu lat trwania serialu Bundym towarzyszy dwójka sąsiadów: Marcy, najpierw ze swoim pierwszym mężem, Steve’em Rhoadesem, a następnie z Jeffersonem d’Arcym. Marcy lubi przebywać z Peggy, jest za to na bakier z Alem, natomiast Al utrzymuje dobre stosunki z mężami Marcy, szczególnie Jeffersonem – Steve raczej nie darzył Bundych tak bezwzględną sympatią.
Serial przedstawia typowe przykłady z życia zwykłej rodziny, jak np. wakacje, brak pieniędzy, problemy dzieci w szkole, jednak, jako że Bundy do zwykłych rodzin nie należą, trafia im się wiele zwariowanych przeżyć, np. parokrotnie chciano ich zamordować. Dość nietypowe są też ich sposoby zdobywania jedzenia i pieniędzy czy stosunek, z jakim odnoszą się do siebie poszczególni członkowie rodziny – nie jest on wzorcem do naśladowania, pełen jest zgryźliwości, docinania sobie i obrażania nawzajem, jednak każdy Bundy wie, że mimo wszystko może liczyć na rodzinę.

## Postacie

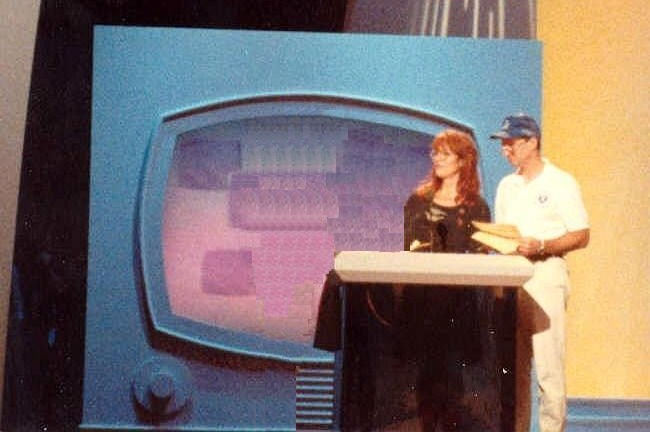
Peggy i Al Bundy

### Rodzina Bundych
Twórcy utrzymują, że nazwisko Bundy pochodzi od ich ulubionego zapaśnika King Konga Bundy’ego. Niektórzy fani serialu błędnie uważają, że pochodzi ono od nazwiska seryjnego mordercy Teda Bundy’ego. King Kong trzykrotnie wystąpił w serialu – jako wieśniak i wujek Peggy Irwin oraz jako on sam.

#### Al Bundy
Al Bundy (ur. 11 lipca 1948) – główna postać serialu, głowa rodziny Bundych. Nieudacznik i pechowiec, na którym skupiają się różne nieszczęścia. Od wielu lat pracuje jako sprzedawca butów. Jego zawód przedstawiany jest w serialu jako wyjątkowo niewdzięczny, słabo opłacany i poniżający. Bardzo często wspomina o swoich osiągnięciach sportowych z młodości, kiedy był jednym z najlepszych sportowców i jako jedyny w historii swojej szkoły zdobył cztery przyłożenia w jednym meczu, dzięki czemu jego drużyna wygrała Puchar Miasta Chicago. Ma wstręt do osób z nadwagą, za każdym razem gdy spotka „grubą babę”, próbuje ją obrażać. W latach swej świetności grał w koszulce z numerem 33. Jego hobby jest gra w kręgle, w które zresztą jest bardzo dobry. Uwielbia chodzić do baru ze striptizem. Jest wyjątkowo przywiązany do swojego samochodu, Dodge’a. Jego ulubionym serialem jest „Tata Psychopata” (ang. „Psycho Dad”). Ulubiony utwór to Anna, Arthura Alexandra. Zagorzały fan futbolu amerykańskiego, zaś o piłce nożnej mówi, że to „gra dla bab”. Nienawidzi swojej sąsiadki Marcy D’Arcy, którą nazywa kurczakiem i porównuje ją do małego chłopca z sąsiedztwa. Zagrał go Ed O’Neill.

#### Peggy Bundy
Margaret „Peggy” Bundy z domu Wanker (ur. 12 kwietnia 1948) – jest bardzo leniwą żoną Ala. Poznała Ala, w czasach szkoły. Miała wówczas opinię bardzo rozwiązłej dziewczyny. Sypiała z połową uczniów w szkole, nauczycielami, a w jednym z odcinków wychodzi na jaw, że sypiała również z ojcem jednej ze swoich koleżanek. Ojciec Ala wiedząc jaka jest, chciał by jak najszybciej z nią zerwał. Nigdy nie gotuje, nie sprząta, nie myśli nawet o żadnej pracy. Nie potrafi używać odkurzacza, mimo to określa się jako gospodyni domowa. Mimo wszystko w kilku odcinkach pracowała – w sklepie z zegarami, czy w fast-foodzie. Całymi dniami przesiaduje przed telewizorem, jedząc przeróżne słodycze. Swoją kanapę stawia ponad dzieci oraz męża. Jej ulubionymi programami są talk-show The Oprah Winfrey Show oraz The Phil Donahue Show. Mimo to, czasem jest w stanie wykrzesać z siebie matczyne uczucia – choćby przy opiece nad Siódmym. Pochodzi z wiejskiego hrabstwa Wanker, gdzie wszyscy są ze sobą spokrewnieni. Postać grana przez Katey Sagal.

#### Kelly Bundy
Kelly Bundy – pierwsze dziecko Ala i Peggy, starsza siostra Buda. Urodziła się 27 listopada 1968 roku, bądź około 19 lutego. Kluseczka (ang. Pumpkin), jak nazywa ją Al, jest stereotypową głupią blondynką, z każdą serią coraz mniej inteligentną. Ukończyła szkołę średnią w Chicago, prawdopodobnie dzięki romansom z nauczycielami. Niektóre zachowania mogła odziedziczyć po Peggy, w dzieciństwie była osobą uzdolnioną intelektualnie. Jej matka stwierdziła, że nie pasuje do rodziny. Pracowała m.in. jako robakator, kelnerka i modelka. W 10. sezonie grająca ją aktorka nosiła perukę, ponieważ miała wówczas krótkie rude włosy. Postać grana przez Christinę Applegate.

#### Bud Bundy
Budrick „Bud” Franklin Bundy (ur. 22 stycznia 1973) – drugie dziecko Ala i Peggy, młodszy brat Kelly. Imię Bud otrzymał po piwie Budweiser, które często nazywane jest właśnie Bud. Od połowy 8. serii jest agentem Kelly. Ma obsesję na punkcie kobiet i seksu. Jest bardzo zakompleksiony a jego nieudolne zaloty, zniechęcają do niego większość dziewczyn. Chcąc je podrywać, używa wielu alter ego, zaś najbardziej znanym z nich jest Wielki Mistrz B (ang. Grandmaster B). Jest tym inteligentniejszym dzieckiem Bundych. W 1996 roku ukończył college. Zagrał go David Faustino.

#### Buck
Buck (prawdziwe imię Michael; trener Steven Ritt) to pies rodziny Bundych, briard. Głosu użycza mu Kevin Curran, a w odcinkach specjalnych Cheech Marin. Zmarł w wieku dwunastu lat (w 1996 roku Michael przeszedł na emeryturę, zmarł dziewięć miesięcy po tym, jak Bucka uśmiercono w serialu).

#### Lucky
Lucky to drugi pies rodziny Bundych, spaniel, reinkarnacja Bucka.

#### Siódmy
Siódmy (ang. Seven) – sześcioletnie dziecko, adoptowane przez rodzinę Bundych po ucieczce jego rodziców, kuzynów Peggy – Zemusa i Idy-Mae. Postać usunięto po osiemnastu odcinkach, ponieważ nie podobała się widzom. Nigdy jednak nie wyjaśniono, co stało się z Siódmym. W ósmym sezonie na kartonie mleka zauważyć można było zdjęcie Siódmego podpisane zaginiony. Nazywał się Siódmy, ponieważ był siódmym dzieckiem kuzynostwa Peggy, jak również dlatego, iż występował w siódmym sezonie.

### Sąsiedzi

#### Marcy Rhoades D’Arcy

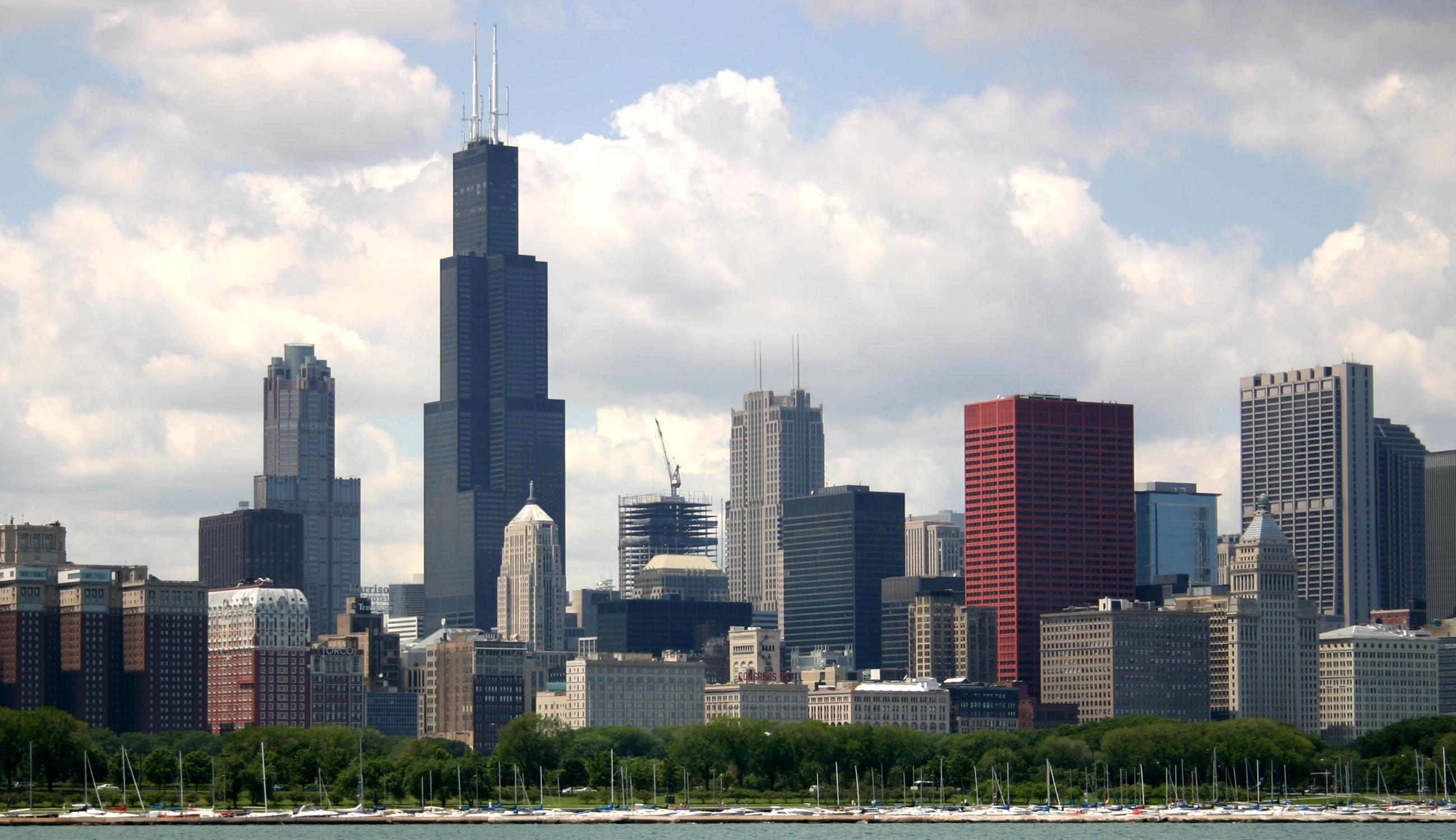
Chicago – miejsce akcji większości odcinków

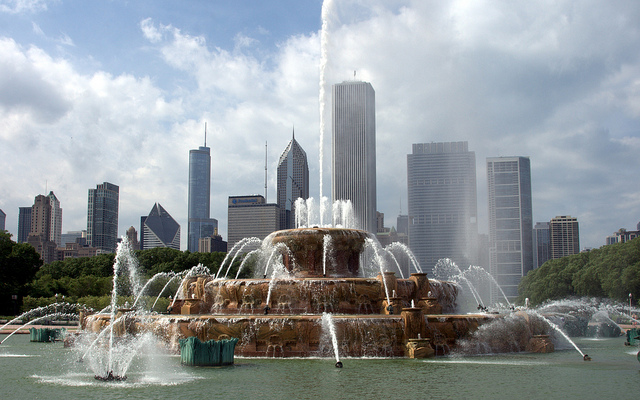
Buckingham Fountain w Chicago, użyta w czołówce

Marcy Rhoades, później Marcy D’Arcy (do 12. odcinka 5. sezonu Rhoades) – Grana przez Amandę Bearse, sąsiadka Bundych. Jest najlepszą przyjaciółką Peggy. Nienawidzi Ala, który nazywa ją kurczakiem. Od drugiej serii pracuje jako menedżer Kyoto National Bank, największego banku w Japonii, jednakże w wyniku działań Ala bądź też prowadzenia z nim interesów, kilka razy została zdegradowana do pracy w okienku lub do roli tzw. „bipera”. Jest feministką. Generalnie dużo zarabia, głównie w późniejszych sezonach. Jest bardzo zakompleksiona, głównie z powodu swojego małego biustu a także, nieszczęśliwego dzieciństwa w szczególności matki, która nie szanowała Marcy i wyraźnie faworyzowała jej siostrę. Jej pierwszym mężem, był Steve Rhoades, który w 4 sezonie, porzucił ją, by pracować jako strażnik w parku narodowym Yosemite. Marcy, mocno przeżyła odejście męża. Nie umiejąc poradzić sobie z samotnością, wdawała się w kolejne przelotne romanse z mężczyznami, którzy w przeciwieństwie do niej, zwykle nie traktowali tych znajomości poważnie. Ostatecznie w 5 sezonie, wyszła za mąż za Jeffersona D’Arcy’ego, którego poznała na imprezie bankowców, kompletnie pijana, poślubiła go tego samego wieczoru, nie wiedząc kim tak naprawdę jest jej nowy wybranek. Zaczęli się poznawać właściwie dopiero od następnego dnia po ślubie. Marcy mocno zaangażowała się w ten związek, kompletnie nie dostrzegając, że nowy mąż wcale jej nie kocha i jest z nią, jedynie dla pieniędzy. Jego lenistwo i rozrzutny tryb życia, mocno ją irytują, jednak Jefferson wykorzystuje fakt, iż Marcy ma duży apetyt seksualny, który potrafi zaspokoić. Gdy tylko Marcy odkrywa, że mąż wydał jej pieniądze na kolejne, niepotrzebne zakupy, ten udaje w stosunku do niej czułość i pożądanie. Idą razem do łóżka, a Marcy szybko zapomina o wyskoku Jeffersona.

#### Steve Rhoades
Steven „Steve” Bartholomew Rhoades – pierwszy mąż Marcy. Był bankierem, pracował jednak na niższym stanowisku niż jego żona (kiedy Marcy awansowała, on zajął jej wcześniejsze stanowisko). W szkole grywał na akordeonie i saksofonie oraz stepował. Uwielbia swój samochód – mercedesa, do którego nie dopuszcza żony. Jest maminsynkiem i pantoflarzem. Został zdominowany, przez swoją małżonkę. Na początku nie ma własnego zdania i robi niemal wszystko, co każe mu żona. Marcy zabrania oglądać mu zawodów sportowych w telewizji i każe zostać wegetarianinem. Z czasem jednak, nachodzą go różne refleksje odnośnie do swego związku. Zaczyna mieć wątpliwości, czy postąpił słusznie żeniąc się z Marcy. W końcu opuszcza ją, aby zostać strażnikiem w parku narodowym Yosemite. W późniejszych sezonach zagrał gościnnie w czterech odcinkach, będąc w szczególności szoferem oraz dziekanem. Postać została zagrana przez Davida Garrisona.

#### Jefferson D’Arcy
Jefferson Milhouse D’Arcy – (sezon 5 odcinek 12) drugi mąż Marcy. Jego dokładny wiek nie jest znany, aczkolwiek wiadomo, że jest młodszy od Steve’a. Poślubił Marcy na imprezie bankowców, nie wiedząc z kim się żeni. Zaczęli się poznawać właściwie dopiero od następnego dnia po ślubie. W kolejnych odcinkach okazuje się, że wcale nie kocha żony i jest z Marcy głównie dla pieniędzy a także, że ma własne mieszkanie o którego istnieniu, ona nie wiedziała, do którego przyprowadza swoje kochanki, przed którymi udaje lekarza, nie dochowując tym samym wierności, swojej małżonce. Jest bardzo leniwy, podobnie jak Peggy, brzydzi się pracą, jednak czasem zdobywa zatrudnienie – jako pracownik stacji z myjnią, szofer czy aktor. Jest bardzo rozrzutny i wydaje mnóstwo pieniędzy z konta Marcy na drogie zakupy i zabiegi upiększające. Ponieważ jest przystojny i dobry w łóżku, wykorzystuje te atuty do udobruchania żony, gdy ta dowiaduje się o jego kolejnych, niepotrzebnych zakupach i zwykle wszystko mu wybacza. Szybko zaprzyjaźnia się z Alem i dołącza do jego organizacji Antybaby. Postać została zagrana przez Teda McGinleya.

### Inni

Symbol klubu NO MA’AM

Klub NO MA’AM (skrót od „National Organization of Men Against Amazonian Masterhood”). Celem jest walka z kobietami panującymi w całym społeczeństwie. Zagorzałymi członkami klubu są Al, Jefferson, Bob Rooney, Griff, Ike i Officer Dan.
Bob Rooney jest rzeźnikiem i mężem Louise. Aktor wcielający się w jego postać to E.E.Bell. Jeden z grubszych członków Antybab. Przeczytał dużo pism o elektronice, więc pomagał Alowi przy zagadce przełącznika – utknął jednak w ścianie.
Griff jest rozwiedziony, żona pozostawiła sobie jego nazwisko. Griff często wspomina o byłej żonie, która po rozwodzie nie dość, że pozbawiła go znacznej części majątku, ale jeszcze musi on teraz płacić na nią alimenty. Griff pracuje razem z Alem w sklepie z damskimi butami.
Ike jest mężem Frannie. Ike’a gra Tom McCleister. Należy do NO MA’AM, należy również do najlepszych przyjaciół Ala – pomagał między innymi w montowaniu anteny satelitarnej, i pilnował grilla na dachu.
Oficer Dan gra go Dan Tullis Jr., który wcześniej wcielał się w serialu w rolę innych stróżów prawa. Należał do klubu NO MA’AM. Leniwy policjant, lubiący jeść pączki, jednak nie waha się sięgać po broń. Jest fanem psychotaty.
Luke Ventura jest współpracownikiem Ala w pierwszych odcinkach. Uwielbia podrywać kobiety. Jego sąsiadkami były stewardesy. Po latach pojawił się w czasopiśmie obuwniczym, czym wzbudził zazdrość Ala.
Gary jest szefową Ala. To wielka businesswoman, zajęła 401 miejsce na liście 400 najbogatszych czasopisma Forbes. Gra ją Janet Carroll. Zatrudnia nielegalnie dzieci w fabryce butów. Spotykała się przez krótki okres z Budem.
Amber jest młodą, nieco zbuntowaną siostrzenicą Marcy. Przez kilka odcinków partnerka Buda. Nie wiadomo jak się skończył ich związek. W jej rolę wcieliła się Juliet Tablak.
Ephraim Wanker jest ojcem Peggy. Jego żona jest matką Peg. Gra go Tim Conway. Często popija z piersiówki. Pokłócił się ze swoją żoną, ale dzięki staraniom Peg oraz Ala wrócili do siebie. Obecny przy powtarzanych przysięgach ślubnych Ala i Peg – trzymał zięcia na muszce śrutówki.
Matka Peg nie była nigdy pokazana, lecz słychać jej głos w kilku odcinkach. Jest bardzo gruba – do tego stopnia, że mąż musi ją wozić w specjalnej przyczepie, co jest również obiektem drwin Ala. Jako jedyna w całym serialu zwraca się do swej córki nie „Peggy” czy „Peg”, ale „Margaret”. W jednym z odcinków zarabiała odbierając seks telefony. Głos tej postaci podkładała Kathleen Freeman.
Miranda Veracruz de la Hoya Cardinal – reporterka lokalnej telewizji, często występująca przy wystąpieniach antybab. Niezadowolona ze swej pracy, co często okazuje na wizji. Grana przez Teresę Parente.

## Obsada i ekipa
W role Ala i Peggy wcielają się Ed O’Neill i Katey Sagal, jednak pierwotnie zaproponowane zostały one Roseanne Barr i Samowi Kinisonowi, którzy odrzucili je, nie zdając sobie sprawy, że tracą rolę w części amerykańskiej i światowej kultury. Role Kelly i Buda powierzone zostały Davidowi Faustino i Christinie Applegate, dla których były one przepustką do większej kariery. W rolach Marcy i jej mężów obsadzono Amandę Bearse, Davida Garrisona (Steve) oraz Teda McGinleya (Jefferson). Buckowi, który czasami miał spore znaczenie dla akcji któregoś z odcinków, głosu użyczał Kevin Curran.
- reżyserowie: Amanda Bearse, Zane Buzby, Gerry Cohen, Linda Day, Brian Levant, John Sgueglia, Tony Singletary
- scenarzyści: Ron Leavitt, Michael G. Moye, Bob Fisher, Al Aidekman, Amanda Bearse, Kevin Curran, Katherine Green, Donald R. Beck, Stacie Lipp, Steve Bing, Calvin Brown Jr., Paul Corrigan, Glenn Eichler, David Faustino, Pat Allee, Peter Gaffney, Tracy Gamble, Steve Granat, Terry Maloney Haley, Chip Johannessen, Jim Keily, Mindy Morgenstern, Jim O’Doherty, J. Stanford Parker, Bill Prady, Arthur Silver, Vida Spears, Nancy Steen, Marcy Vosburgh, Kim Weiskopf
- zdjęcia Thomas W. Markle
- muzyka: Michael Andreas, Shawn K. Clement
- scenografia: Don Roberts, Richard Improta, Bernard Vyzga, Laura Richarz

## Kontrowersje w Stanach Zjednoczonych
Serial od samego początku wzbudzał sporo kontrowersji w rodzimych Stanach Zjednoczonych. Jedną z najbardziej znanych historii jest przypadek gospodyni domowej z Bloomfield Hills w stanie Michigan, Terry Rakolty. Odcinek 03x10 (I’ll See You in Court!, tł. Zobaczymy się w sądzie), zbojkotowany przez kobietę, nie został pierwotnie wyemitowany w Stanach. Oficjalnie obejrzeli go widzowie na całym świecie, gdzie sprawa nie budziła kontrowersji. Oficjalna premiera w Stanach odbyła się 18 czerwca 2002 roku (trzynaście lat, pięć miesięcy i dwanaście dni od czasu ukończenia jego montażu), ale mimo wszystko telewizja Fox usunęła z niego kilka linijek tekstu i w takiej też postaci odcinek jest emitowany w Stanach do teraz. Oburzyła się ona, kiedy oglądając z dziećmi 6. odcinek 3. serii, ujrzała starszego mężczyznę ubranego w podwiązki, homoseksualistę oraz rozebraną dziewczynę trzymającą się za piersi. Rakolta rozpoczęła listowną krucjatę, nawołując do zbojkotowania serialu oraz zdjęcia go z anteny. Kobieta wystąpiła w kilku talk-show, sprawa została nagłośniona w kilku gazetach i stacjach telewizyjnych; 2 marca 1989 roku sprawa trafiła nawet na pierwszą stronę The New York Times. Rakolta założyła organizację Amerykanie dla Odpowiedzialnej Telewizji, walczącą o tradycyjne wartości w amerykańskiej tv, co przyczyniło się do wzrostu oglądalności serialu, zaś magazyn Hustler ogłosił Rakoltę „dupkiem miesiąca”. Od tego czasu producenci serialu posyłali jej co roku na Gwiazdkę kosz owoców, a bohaterka została dwukrotnie wspomniana w serialu: w epizodzie 04x14 spiker telewizyjny wspomina o mieście Bloomfield Hills w Michigan, mówiąc o dziwce; a w epizodzie 09x09 Marcy wspomina o kobiecie z Michigan.